# Piet van Houwelingen
Pieter Meeuwis (Piet) van Houwelingen (Amsterdam, 4 oktober 1923 – Egmond, 21 december 1996) was een Nederlands voetballer, voetbaltrainer en ondernemer. Hij was trainer van Hilversum
, EDO en De Volewijckers
. In 1960 werd hij met EDO kampioen van de Tweede divisie.
Van Houweling was opgeleid tot elektricien/ elektrisch monteur. In de Tweede Wereldoorlog werd hij van 12 juni 1941 tot 20 januari 1943 in Duitsland tewerkgesteld in Spandau. Hij voetbalde in de jaren 1940 en 1950 als verdediger bij De Volewijckers. Eind 1946 liet hij zich overschrijven naar AVV Fokke, maar speelde in 1947 alweer voor De Volewijckers. In 1949 werd hij geselecteerd voor het Bondselftal. In 1953 stopte hij met voetballen.
Nadat hij Hilversum en EDO had getraind, was hij vanaf 1962 trainer van West Frisia uit Enkhuizen. Eind november 1962 werd Van Houwelingen met een minimale meerderheid door het bestuur benoemd tot trainer van het op de laatste plaats staande De Volewijckers. Enkele bestuursleden waaronder de voorzitter van de commissie betaald voetbal die liever een Engelse trainer zagen, legden hierop hun functie neer. Van Houwelingen bleef ook West Frisia leiden en trainde beide clubs twee avonden in de week. Hij kon het tij niet keren en De Volewijckers eindigde in het seizoen 1962/63 op de 16e en laatste plaats in de Eredivisie en degradeerde. 
Van Houwelingen keerde niet terug als trainer in het profvoetbal en begon technisch installatiebureau "P.M. van Houwelingen". Hij was hierin succesvol en kon het noodlijdende De Volewijckers in het seizoen 1966/67 een financiële bijdrage van 20.000 gulden geven. Van Houwelingen bleef actief in het Noord-Hollandse amateurvoetbal. Hij was onder meer trainer bij HSV. Als jeugdtrainer met de juiste trainerspapieren werd hij in november 1987 op papier hoofdtrainer bij AFC '34 als stroman voor Frits Soetekouw. Toen Soetekouw in oktober 1988 ontslagen werd, nam Van Houwelingen de positie van hoofdtrainer waar.

## Erelijst
EDO
| Nationaal      |    |         |
| Tweede divisie | 1x | 1959/60 |